# Burkhard Eisoldt
Burkhard Eisoldt (* 19. September 1958 in Potsdam) ist ein ehemaliger deutscher Politiker (CDU).

## Leben
Nach dem Abitur absolvierte Eisoldt bis 1977 eine Facharbeiterausbildung als Maschinen- und Anlagenmonteur. Von 1980 bis 1987 war er als Instrukteur im CDU-Bezirksvorstand Potsdam tätig. Anschließend war er dort Personalchef. Im Jahr 1988 erwarb er einen Hochschulabschluss als Diplom-Staatswissenschaftler. Im folgenden Jahr wurde er zum stellvertretenden Vorsitzenden des CDU-Bezirks Potsdam gewählt. 
Im Zuge des Aufbaus des CDU-Landesverbandes Brandenburg war Eisoldt bis Mai 1990 Landessekretär. Im gleichen Monat wurde er zum Staatssekretär im Ministerium für Jugend und Sport in der Regierung de Maizière ernannt, wo er für die Abteilungen Verwaltung und Jugend zuständig war.